# 永海佐一郎
永海 佐一郎（ながみ さいちろう、1889年3月10日 - 1978年1月13日） は、日本の化学者。東京工業大学名誉教授。隠岐の島町名誉町民。

## 人物・経歴
島根県隠岐島中町出身。西郷町小学校を経て、松江市の旧制中学校を2年で中退後、東京高等工業学校（現東京工業大学）応用化学科見習職工として加藤与五郎の化学助手を務めた。新潟県長岡市立商業高校（現新潟県立長岡商業高等学校）教師を経て、1917年東北帝国大学理学部卒業、講師。1926年理学博士。東北帝国大学助教授、東京高等工業学校教授、東京工業大学教授を経て、1949年定年退職、東京工業大学名誉教授。西郷町に帰郷し研究に従事した。1968年勲三等旭日中綬章受章。隠岐の島町名誉町民。